# Polytepalum angolense
Polytepalum angolense  es la única especie del género monotípico Polytepalum,  perteneciente a la familia de las cariofiláceas. Es  originaria de Angola. 

## Descripción
Es una planta sufrútice que alcanza un tamaño de ± 50 cm de alto, erguida y rígida.

## Ecología
Se encuentra cerca de los arroyos, formando un matorral de hierbas rizomatosas en Angola.

## Taxonomía
Polytepalum angolense fue descrita por Suess. & Beyerle y publicado en Botanische Jahrbücher für Systematik, Pflanzengeschichte und Pflanzengeographie 69: 143. 1938.